# Konstantin Zilberman
Konstantin Siergiejewicz Zilberman (ros. Константин Сергеевич Зильберман, ur. 1895 w Moskwie, zm. w maju 1978 tamże) – funkcjonariusz radzieckiego aparatu bezpieczeństwa państwowego; zastępca naczelnika Głównego Zarządu Więziennictwa (GTU) NKWD w stopniu majora (zwolniony ze stanowiska 22 listopada 1946). Następnie pracował w randze pułkownika w Ministerstwie Spraw Wewnętrznych ZSRR. Po przejściu na emeryturę mieszkał w Moskwie. Pracował w dalszym ciągu jako naczelnik służby ochrony kolei w Ministerstwie Kolei ZSRR (ros. нач. Центрального отд. ВОХР МПС МПС СССР). Uczestniczył w zbrodni katyńskiej.

## Odznaczenia
- Order Lenina (1945)
- Order Czerwonego Sztandaru (1944)
- Order Czerwonej Gwiazdy (1943)
- Order „Znak Honoru” (1940)
- Odznaka Zasłużony funkcjonariusz WCzK-OGPU-NKWD (1932)